# Amico Aspertini

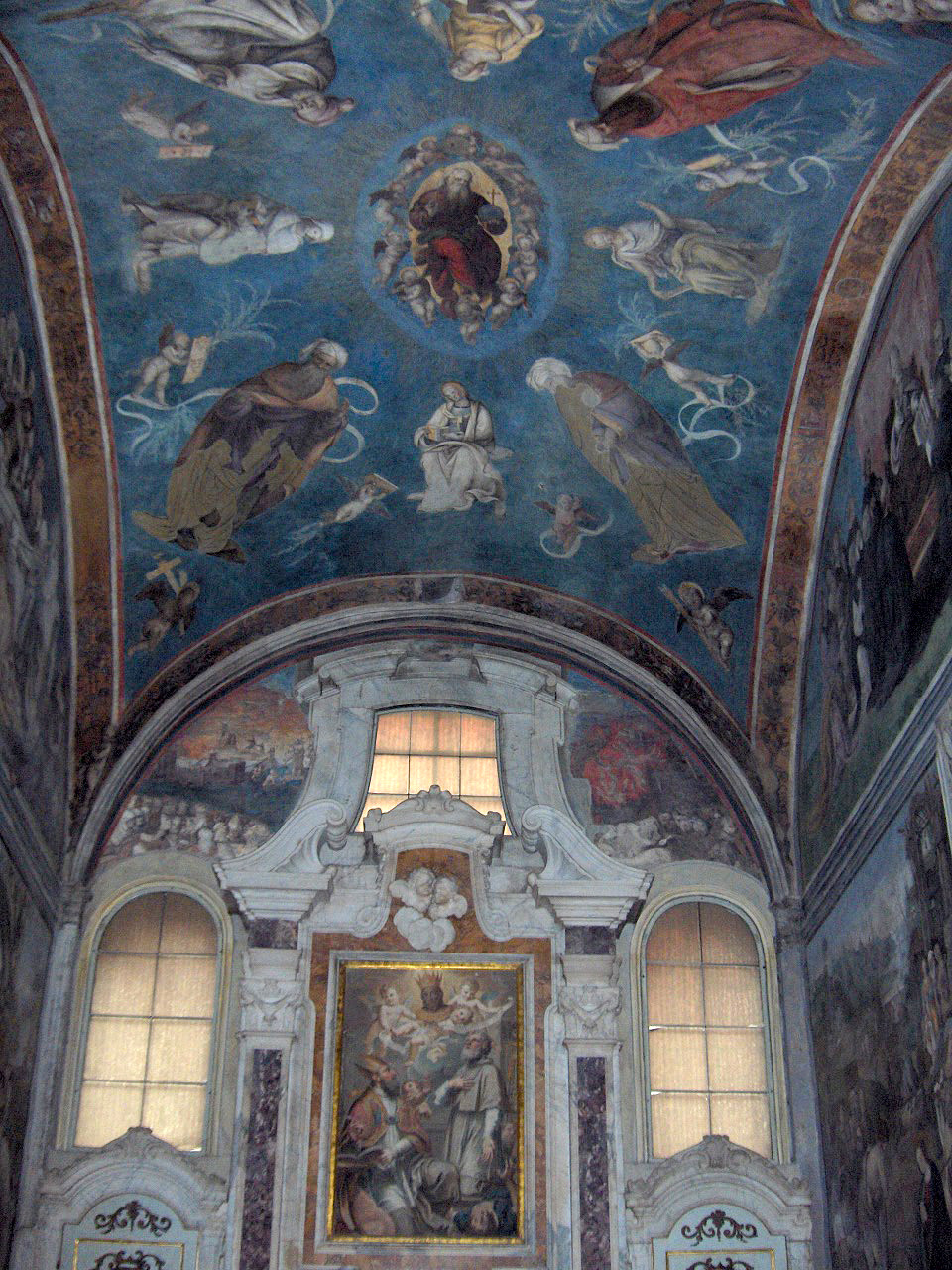
Volta della cappella di Sant'Agostino nella basilica di San Frediano a Lucca

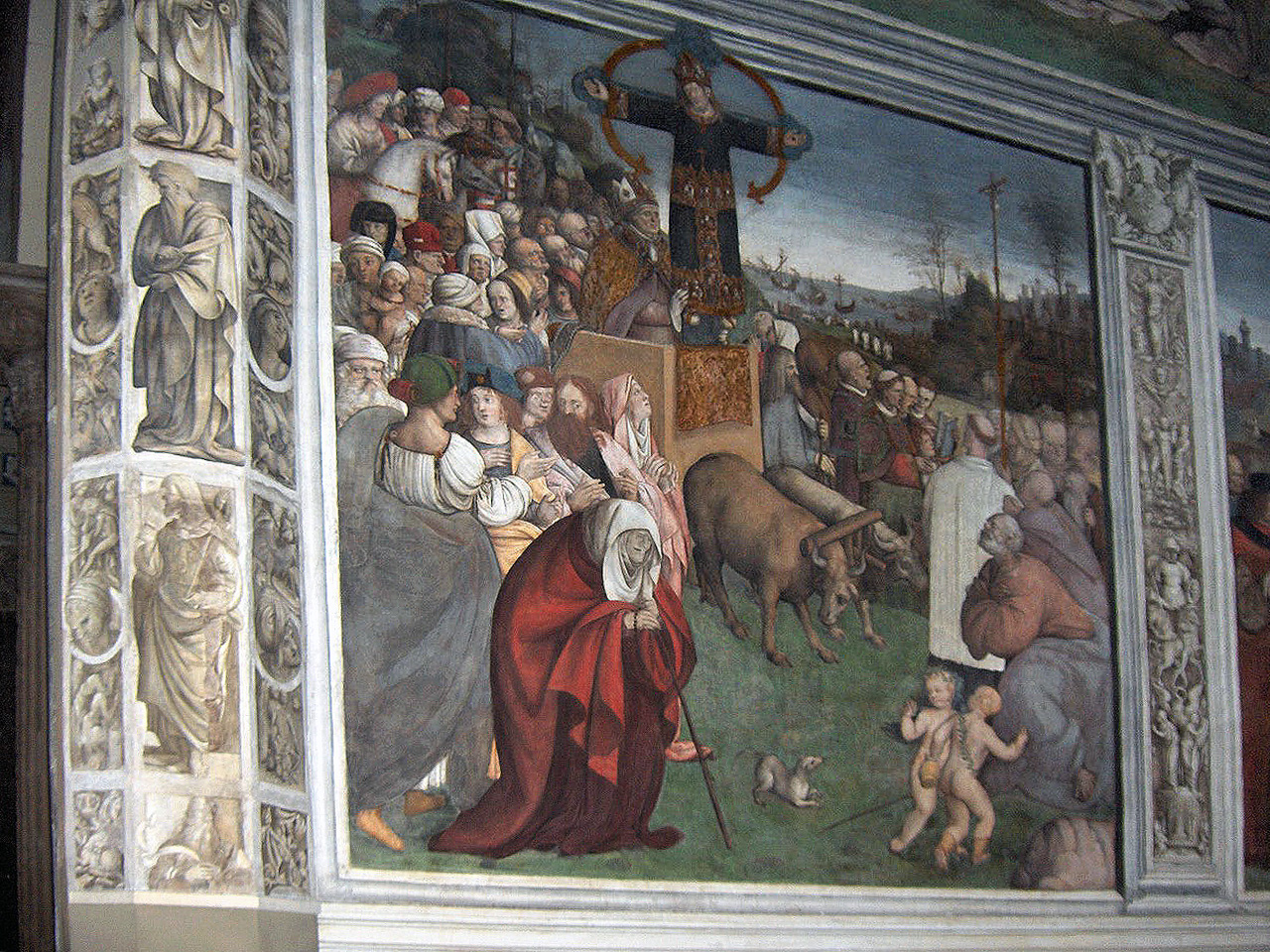
Trasferimento del Volto Santo a Lucca, cappella di Sant'Agostino a Lucca

Amico Aspertini, conosciuto anche come Amerigo Aspertini (Bologna, 1474 circa – Bologna, 1552), è stato un pittore italiano del periodo rinascimentale il cui stile complesso, eccentrico ed eclettico anticipa in qualche modo il Manierismo.

## Biografia
È considerato tra i maggiori esponenti della Scuola bolognese. Nato a Bologna da una famiglia di pittori, fratello di Guido Aspertini e figlio di Giovanni Antonio Aspertini, aveva studiato con maestri quali Lorenzo Costa e Francesco Francia. Dipinse affreschi, decorazioni di facciate e pale d'altare.
Tra le sue opere non sono poche quelle bizzarre e Giorgio Vasari descrive Aspertini caratterizzato da una personalità eccentrica, capace di lavorare in modo talmente rapido e veloce da sembrare incredibile, applicando il chiaroscuro contemporaneamente, il colore chiaro in una mano, lo scuro nell'altra, dal momento che era ambidestro. È da collocare agli inizi della carriera artistica di Amico e precisamente nel 1496 un viaggio a Roma, che il giovane intraprende in compagnia del padre. Giovanni Antonio ed il figlio furono spinti in quella direzione da diverse ragioni, tra cui l'opportunità economica infatti, il padre di Amico è documentato nella città il 12 febbraio del 1496, per la decorazione delle ante dell'organo della Basilica di San Pietro, raffiguranti la Storia di Simon Mago, ed il Martirio degli Apostoli Pietro e Paolo.
Sono questi gli anni in cui il giovane Amico percorre le strade di Roma, visitando antichi monumenti, chiese, grotte e collezioni, alla ricerca di sarcofagi, vasi, busti e frammenti di ogni genere, tutto ciò insomma, che poteva chiamare alla sua mente, educata sui grandi esempi del quattrocento bolognese, e prima di tutto sulle opere di Giovanni da Modena, il fascino della città antica.
La cultura dell'antico esercitò sul giovane una forte influenza, e sollecitò la visita alle rovine romane, ma anche i principali eventi che si stavano svolgendo nella città non lo lasciarono indifferente.
Tra la fine degli anni ottanta e gli inizi del decennio seguente si registrava nell'Urbe la presenza di artisti umbri, toscani e fiorentini, ma il vero protagonista della pittura romana durante i pontificati di Innocenzo VIII e Alessandro VI Borgia, fu il Pinturicchio, che riuscì ad assicurarsi tutte le maggiori imprese decorative promosse dai due papi.
Analizzando la vita dell'Aspertini risulta evidente che il Pinturicchio costituisce nella sua formazione stilistica ed iconografica un importante punto di riferimento. L'Adorazione dei Magi ora a Berlino infatti, rivela la conoscenza dell'Adorazione dei Pastori dipinta dall'umbro nella Cappella della Rovere in Santa Maria del Popolo intorno al 1488-90.
Particolare interesse desta la sua produzione grafica, legata proprio al primo soggiorno romano dell'artista. Tra le sue prime esperienze disegnative, un posto di rilievo spetta al Taccuino di Parma, ritenuto per molto tempo opera di un artista anonimo. L'identificazione dell'autore in Amico Aspertini è stata resa possibile attraverso la ricostruzione del suo periodo giovanile trascorso a Roma ed a un insieme di disegni, di cui la maggior parte ricopiati dall'antico, dove si trovano le prime testimonianze della sua attività romana, anteriori al Wolfegg Codex, considerato in precedenza come il primo libro di disegni dell'artista.
Il Codice di Parma rappresenta la fase iniziale dell'attività grafica di Amico, in cui l'artista non aveva ancora sviluppato quel linguaggio personale riconoscibile nel successivo Wolfegg Codex.
Nell'ultimo decennio del XV secolo è attivo nel Castello di Gradara, dove, alla corte di Giovanni Sforza, affresca le Scene della Passione di Cristo, una Battaglia (1493) e forse anche il "Camerino di Lucrezia Borgia".
Fece ritorno a Bologna nel 1504 e si unì al Francia e al Costa nella pittura degli affreschi dell'oratorio di Santa Cecilia in San Giacomo Maggiore, un'opera commissionata da Giovanni II Bentivoglio.
Amico Aspertini dipinse tra il 1508 e il 1509 gli splendidi affreschi della cappella di Sant'Agostino nella basilica di San Frediano a Lucca. Aspertini fu anche uno degli artisti incaricato di dipingere un arco di trionfo per l'ingresso a Bologna di papa Clemente VII e dell'imperatore Carlo V nel 1529.

## Opere principali
- Adorazione dei Magi, 1499 circa, Pinacoteca nazionale di Bologna, originariamente nella chiesa di Santa Maria Maddalena
- Adorazione dei pastori, Gemäldegalerie, Berlino
- Adorazione dei pastori, 1515, Uffizi, Firenze[3]
- Madonna col Bambino e Santi nella controfacciata, Storie di sant'Agostino ed episodi della vita religiosa lucchese e altri affreschi nella cappella di Sant'Agostino, basilica di San Frediano, Lucca
- San Michele in Bosco, Bologna
- Battaglia delle Amazzoni, San Giacomo Maggiore, Bologna
- Profilo dell'Eroe, 1496, Museo Cristiano, Esztergom[4]
- Cassoni: Ratto delle Sabine e Continenza di Scipione, Museo del Prado, Madrid
- Palazzo Bonafede, Monte San Giusto (MC).
- Castello di Gradara (PU), fine XV secolo
- Sala di Marte, Rocca Isolani, Minerbio, (BO).
- Madonna col Bambino in trono, i santi Giovanni Battista, Girolamo, Francesco, Giorgio, Sebastiano, Eustachio e due committenti (Pala del Tirocinio), 1503-1504, Pinacoteca nazionale di Bologna
- Affreschi, Oratorio di Santa Cecilia, 1505-1506, Bologna
- Madonna col Bambino e Santi (Pala di San Martino Maggiore), 1510-15, basilica di San Martino, Bologna
- Pietà con i santi Marco, Ambrogio, Jovanni Evangelista e Antonio abate, 1519, Basilica di San Petronio, Bologna[5]